# Traktat angielsko-irlandzki

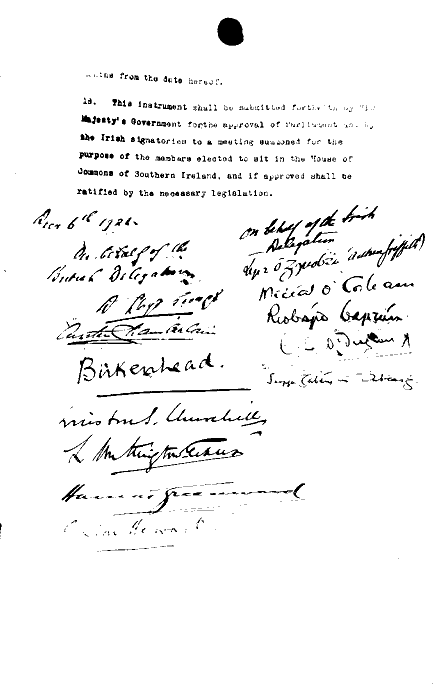
Podpisy pod Traktatem

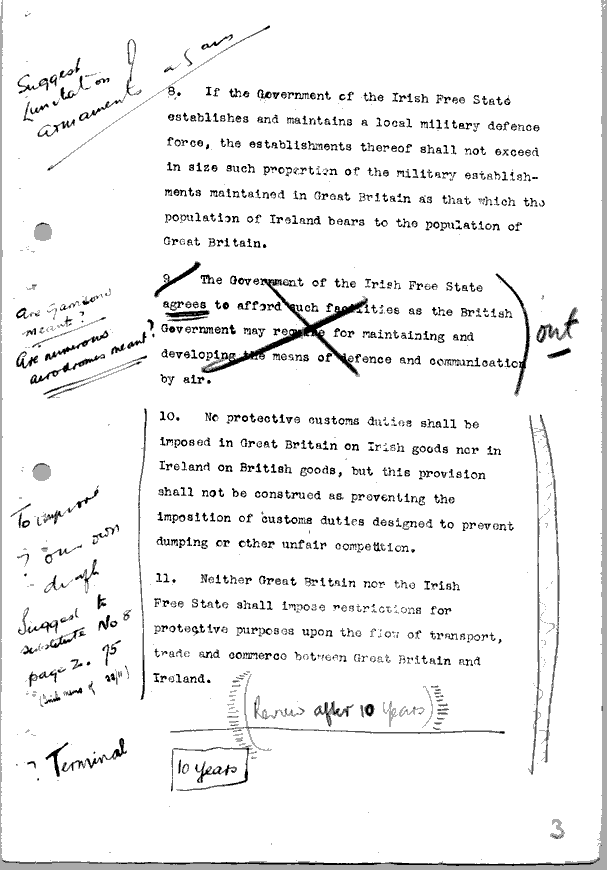
Szkic Traktatu z notatkami Arthura Griffitha

Traktat angielsko-irlandzki (ang. Anglo-Irish Treaty, Treaty, ofic. Articles of Agreement for a Treaty Between Great Britain and Ireland, irl. Conradh Angla-Éireannach) – traktat angielsko-irlandzki, kończący irlandzką wojnę o niepodległość.
Negocjacje zaczęły się w lipcu 1921. Na czele angielskiej delegacji stał premier Wielkiej Brytanii Lloyd George, stronę irlandzką reprezentował Michael Collins oraz Arthur Griffith. Po wielu dyskusjach i sporach traktat ostatecznie podpisano w Londynie o 2:20 w nocy 6 grudnia 1921.

## Ustalenia traktatu
- powoływał Wolne Państwo Irlandzkie (The Irish Free State), obejmujące 26 hrabstw południowych
- Wolne Państwo stawało się dominium brytyjskim, jak Australia, Kanada, Nowa Fundlandia, Nowa Zelandia i Afryka Południowa
- przynależność 6 hrabstw północnych (ulsterskich) miała zostać rozstrzygnięta później (o jej przyszłości miał decydować lokalny parlament w Belfaście).
- zachowywał przysięgę wierności wobec króla i prawo monarchy do mianowania gubernatora
- zobowiązywał skarb irlandzki do spłacenia części brytyjskiego długu wojennego
- uznawał działający od 1919 irlandzki parlament
- ograniczał obecność wojsk brytyjskich w Wolnym Państwie (jedynie Royal Navy zachowywała bazy w kilku portach)

## Późniejsze wydarzenia
Brytyjska Izba Gmin zatwierdziła traktat 16 grudnia 1921 większością 401 przeciw 58, Izba Lordów tegoż dnia większością 166 przeciw 47.
7 stycznia 1922 parlament w Dublinie ratyfikował traktat nieznaczną większością głosów (64 za, 57 przeciw), co spotkało się z burzliwymi protestami Eamona de Valery i części IRA – chodziło zwłaszcza o możliwy podział Irlandii i przysięgę wierności. De Valera rozpoczął wojnę domową. W tym czasie przez Ulster przetoczyła się fala antykatolickich rozruchów. 5 grudnia 1922 przyjęto konstytucję Wolnego Państwa. Dzień po jej przyjęciu Ulster formalnie opuścił Wolne Państwo.
Zgodnie z art. 18 Traktatu Wersalskiego Sekretariat Ligi Narodów zarejestrował Traktat 11 lipca 1924.
Część zapisów traktatu nigdy nie znalazła realnego odzwierciedlenia w rzeczywistości (np. gubernator nie miał żadnej władzy). Stanowił on jednak olbrzymi krok na drodze Irlandii do niepodległości, równocześnie jednak Traktat stał się podstawą faktycznego podziału Irlandii na dwie odrębne części: Republikę Irlandii (pełna niepodległość w 1937) i Irlandię Północną (pozostającą w granicach państwa brytyjskiego). Uznaje się go także za główne źródło targającego Ulster po dziś dzień konfliktu religijnego.